# オルトケイ酸テトラメチル
 オルトケイ酸テトラメチルは化学式がSi(OCH3)4の化合物である。英語名のTetramethyl orthosilicateを略してTMOSとも呼ばれる。
この分子はSiO44-イオン (オルトケイ酸イオン) に4つのメチル基を付加したような構造をしている。オルトケイ酸テトラエチル (TEOS) と基本的な性質が似ており、加水分解時にTMOSが出すメタノールはTEOSが出すエタノールよりも毒性が高いため、TMOSよりもTEOSがよく使われている。
オルトケイ酸テトラメチルは水と反応してSiO2 (二酸化ケイ素) になる。
Si(OCH3)4  +  2 H2O  →  SiO2  +  4 CH3OH
オルトケイ酸テトラメチルはゾルゲル法によるシリカゲルの作製に使われる。有機合成化学においてはケトンやアルデヒドをアセタールに変化させる際に使われてきた。毒物及び劇物取締法により毒物に指定されている。また消防法による第4類危険物 第2石油類に該当する。

## 安全性
Si(OCH3)4は水と反応して不溶性のSiO2を生じるため、目に入ると視力低下を起こす恐れがある。